# Lekeberg
La commune de Lekeberg est une commune suédoise du comté d'Örebro. Environ 8 430 personnes y vivent (2020). Son siège se trouve à Fjugesta.

## Localités principales
- Fjugesta
- Gropen
- Hidinge
- Lanna
- Mullhyttan